# Jurij Sedych
Jurij Georgevič Sedych (in ucraino Юрій Георгійович Сєдих?; Novočerkassk, 11 giugno 1955 – Pontoise, 14 settembre 2021) è stato un martellista ucraino, fino al 1991 sovietico, medaglia d'oro ai Giochi olimpici di Montréal del 1976 e di Mosca del 1980, nonché medaglia d'argento ai Giochi di Seul del 1988.

## Biografia
Iniziò l'attività atletica nella specialità del lancio del martello nel 1967, gareggiando per la squadra delle forze armate di Kiev (nella carriera militare arrivò al grado di maggiore), e nel 1973 entrò nella nazionale sovietica juniores di atletica, vincendo da 18enne agli Europei juniores di Duisburg con 67,32 m. Sedykh superò i 70 metri nel '75 e un anno dopo era a 75 esatti. 
Egli rivelò la sua tempra agonistica ai Giochi di Montréal (1976), dove sorprese non poca gente vincendo con 77,52 m davanti a due connazionali più titolati di lui. Per il fortissimo sovietico fu quella la prima di una lunga serie di vittorie importanti. Sedych restò per quindici anni il dominatore della propria specialità, vincendo sei medaglie d'oro tra Giochi Olimpici, mondiali ed europei, lasciando le briciole al suo acerrimo rivale, il connazionale Sergej Litvinov, che lo batté ai mondiali di Helsinki e alle Olimpiadi di Seul.
Nel 1980 stabilì per la prima volta il record mondiale della specialità con la misura di 80,38 m, sei centimetri meglio del record precedente stabilito due anni prima dal tedesco occidentale Karl-Hans Riehm. Negli anni seguenti migliorò il record in varie occasioni fino a portarlo a 86,74 m il 30 agosto 1986 a Stoccarda, misura che costituisce l'attuale primato mondiale.
Si ritirò nel 1995 a quasi 40 anni di età.

## Vita privata
Si sposò per tre volte: la prima con la vincitrice dei 100 m alle Olimpiadi di Mosca Ljudmila Kondrat'eva, e la terza con l'olimpionica russa del getto del peso Natal'ja Lisovskaja, con cui ebbe una figlia nel 1992. Insieme alla famiglia si trasferì successivamente a Parigi. È morto per un attacco cardiaco il 14 settembre 2021.

## Record nazionali

### Seniores
- Lancio del martello: 86,74 m ( Stoccarda, 30 agosto 1986)

## Palmarès
| Anno | Manifestazione   | Sede              | Evento              | Risultato | Prestazione | Note                  |
| ---- | ---------------- | ----------------- | ------------------- | --------- | ----------- | --------------------- |
| 1973 | Europei juniores | Duisburg          | Lancio del martello | Oro       | 67,32 m     | Record dei campionati |
| 1975 | Universiadi      | Roma              | Lancio del martello | Bronzo    | 71,32 m     |                       |
| 1976 | Olimpiadi        | Montréal          | Lancio del martello | Oro       | 77,52 m     |                       |
| 1977 | Universiadi      | Sofia             | Lancio del martello | Argento   | 72,42 m     |                       |
| 1978 | Europei          | Praga             | Lancio del martello | Oro       | 77,28 m     |                       |
| 1979 | Universiadi      | Città del Messico | Lancio del martello | Bronzo    | 75,54 m     |                       |
| 1980 | Olimpiadi        | Mosca             | Lancio del martello | Oro       | 81,80 m     |                       |
| 1982 | Europei          | Atene             | Lancio del martello | Oro       | 81,66 m     |                       |
| 1983 | Mondiali         | Helsinki          | Lancio del martello | Argento   | 80,94 m     |                       |
| 1986 | Europei          | Stoccarda         | Lancio del martello | Oro       | 86,74 m     | Record mondiale       |
| 1988 | Olimpiadi        | Seul              | Lancio del martello | Argento   | 83,76 m     |                       |
| 1991 | Mondiali         | Tokyo             | Lancio del martello | Oro       | 81,70 m     |                       |